# Юзвенко Юрій Арсенійович
Юзвенко Юрій Арсенійович (нар. 17 січня 1929, с. Козинці, Вінницька обл. — 12 січня 1981, м. Київ) — доктор технічних наук (1979), професор (1980), лауреат Премії ім. Є. О. Патона АН УРСР (1988).

## Біографія
У 1951 р. закінчив Київський політехнічний інститут за спеціальністю «Технологія та устаткування зварювального виробництва».
Навчався в аспірантурі та працював до 1959 р. на кафедрі зварювального виробництва КПІ. У 1959–1981 рр. — заступник начальника ДКТБ та завідувач наукового відділу ІЕЗ ім. Є. О. Патона. Ю. А. Юзвенко був засновником відділу наплавлювальних матеріалів та технологій наплавлення металів. Керований ним колектив займався теоретичними та експериментальними дослідженнями металургійних процесів при наплавленні порошковими дротами, пошуком оптимальних систем легування для підвищення терміну служби наплавленого матеріалу, що працює за умов абразивного і газоабразивного середовищ, аналізом особливостей його спрацювання і шляхами підвищення зносостійкості.

## Наукові досягнення
Ю. А. Юзвенко одним з перших дослідив і створив матеріали, технології та обладнання для механізованого наплавлення відкритою дугою. Він — створювач такого широко відомого сьогодні наплавлювального матеріалу, як порошкова стрічка. За його участю розроблено багато марок самозахисних порошкових дротів і стрічок для нанесення зносостійких покриттів наплавленням на поверхні деталей металургійного, енергетичного та гірничо-збагачувального виробництв. Розроблене під його керівництвом автоматичне наплавлювальне обладнання впроваджено у промислове виробництво, організовано промисловий випуск розроблених матеріалів.
Перспективні наукові розробки, розпочаті за ініціативою та участю Ю. А. Юзвенка, продовжують втілюватися і сьогодні у різні галузі промисловості.
Нагороджений медаллю «За трудову доблесть».

## Патенти
Юрій Арсенійович Юзвенко — автор понад 130 наукових праць, у тому числі винаходів і патентів на винаходи. Деякі з патентів перелічені нижче:
- Склад порошкового дроту для наплавлення
- Пристрій для електродугової наплавки циліндричних поверхонь
- Пристрій для електродугової наплавки виробів з циліндричною поверхнею
- Склад порошкового дроту
- Склад наплавочного матеріалу
- Шихта для наплавлення
- Порошковий дріт
- Спосіб отримання карбідів
- Установка для отримання сферичних наплавочних матеріалів
- Спосіб виготовлення шихти для наплавлення
- Порошковий дріт
- Порошковий пруток
- Порошковий дріт для механізованого наплавлення
- Спосіб наплавлення
- Порошковий електродний матеріал
- Пристрій для отримання сферичного наплавочного матеріалу